# Huta Kalna (gromada)
Huta Kalna – dawna gromada, czyli najmniejsza jednostka podziału terytorialnego Polskiej Rzeczypospolitej Ludowej w latach 1954–1972.
Gromady, z gromadzkimi radami narodowymi (GRN) jako organami władzy najniższego stopnia na wsi, funkcjonowały od reformy reorganizującej administrację wiejską przeprowadzonej jesienią 1954 do momentu ich zniesienia z dniem 1 stycznia 1973, tym samym wypierając organizację gminną w latach 1954–1972.
Gromadę Huta Kalna z siedzibą GRN w Hucie Kalnej utworzono – jako jedną z 8759 gromad na obszarze Polski – w powiecie starogardzkim w woj. gdańskim na mocy uchwały nr 23/III/54 WRN w Gdańsku z dnia 5 października 1954. W skład jednostki weszły obszary dotychczasowych gromad Huta Kalna i Lubiki oraz miejscowość Czarne z dotychczasowej gromady Czarne ze zniesionej gminy Kaliska, a także obszar dotychczasowej gromady Kłaniny oraz miejscowość Zimne Zdroje z dotychczasowej gromady Zimne Zdroje ze zniesionej gminy Osieczna – w tymże powiecie. Dla gromady ustalono 10 członków gromadzkiej rady narodowej.
1 stycznia 1962 gromadę zniesiono, a jej obszar włączono do gromad: Kaliska (miejscowości Czarne, Huta Kalna, Lubiki, Małe Lubiki, Czubek, Michowiec i Trzechowo) i Osieczna (miejscowości Kłaniny i Zimne Zdroje) w tymże powiecie.